# Barn på nytt
Barn på nytt är ett musikalbum med samlade sånger av Astrid Lindgren. Skivan är framställd och spelad av Georg Riedels orkester och är med olika gästartister som Robyn, Bo Kaspers orkester, Jojje Wadenius, Mauro Scocco, Lisa Nilsson med flera. Skivan gavs ut av bolaget EMI år 2003.

## Låtlista
Alla texter är skrivna av Astrid Lindgren och all musik av Georg Riedel om inget annat anges.
1. "Du käre lille snickerbo (intro)"
  - Magnus Lindgren
2. "Liten visa om huruledes livet är kort liksom kärleken"
  - Eva Dahlgren
3. "Världens bästa Carlsson"
  - Robyn & Jojje Wadenius
4. "När mamma var liten, då var hon så rar"
  - Lisa Nilsson
5. "Du käre lille snickerbo"
  - Plura
6. "Pippis sommarsång"
  - Freddie Wadling
7. "Fattig bonddräng"
  - Bo Kaspers orkester
8. "Mors lilla lathund"
  - Sara Isaksson & Anders Widmark trio
9. "Vem tror du att du är"
  - Mauro Scocco, Lisa Nilsson & Hot Club De Suède
10. "Sjörövar-Fabbe"
  - Plura
11. "Opp och nervisan"
  - Totta Näslund
12. "Idas sommarvisa"
  - Lisa Nilsson
13. "Här kommer Pippi Långstrump" (Musik: Jan Johansson)
  - Anders Widmark trio
14. "En till som jag"
  - Plura
15. "Hujedamej sånt barn han var"
  - Eva Dahlgren & Stefan Sundström
16. "Lille katt"
  - Lisa Nilsson
17. "Vem är inte rädd ibland"
  - Freddie Wadling
18. "Alla vi barn i Bullerbyn"
  - Georg Riedels orkester
19. "Varför och varför"
  - Eva Dahlgren
20. "Bom-sicka-bom"
  - Lisa Nilsson
21. "Kalle Teodor"
  - Totta Näslund
22. "Lira lara loppan"
  - Stefan Sundström
23. "Sov alla" 
  - Rebecka Törnqvist & Georg Riedel
24. "Alla ska sova för nu är det natt"
  - Lisa Nilsson, Stefan Sundström, Plura m. fl.
25. "Idas sommarvisa (outro)"
  - Anders Widmark